# Zhang Ruoyun
Zhang Ruoyun (chino simplificado: 张若昀, chino tradicional: 張若昀, Pinyin: Zhāng ruò yún), es un actor chino.

## Biografía
Es hijo del director y escritor Zhang Jian (张健).
Estudió en la Academia de Cine de Pekín (inglés: "Beijing Film Academy").
Es muy buen amigo de los actores Jing Boran, Liu Hao-ran y Guo Qilin.
Comenzó a salir con la actriz Tang Yixin, la pareja reveló su relación a través de Weibo el 2 de agosto del 2017, poco después anunciaron que estaban comprometidos y finalmente después de nueve años de relación la pareja se casó el 27 de junio del 2019 en Irlanda. En marzo del 2020 la pareja anunció que estaban esperando a su primer bebé juntos y en mayo del mismo año le dieron la bienvenida a su primera hija.

## Carrera
Es miembro de la agencia "Kingswood Culture".
En julio del 2015 se unió al elenco principal de la serie Wu Xin: The Monster Killer (无心法师) donde dio vida a Zhang Xianzong, un oficial de alto rango en el ejército de Gu Xuan Wu (Wang Yanlin), que está extremadamente celoso de Gu Xuan, a quien odia.
El 8 de febrero del 2016 se unió al elenco de la serie Legend of Nine Tails Fox donde dio vida a Liu Zigu.
El 20 de julio del mismo año se unió al elenco principal de la serie Novoland: The Castle in the Sky donde interpretó a Feng Tianyi, el rey de la tribu Yu, hasta el final de la serie el 1 de septiembre del mismo año.
El 5 de septiembre del mismo año se unió al elenco principal de la serie Sparrow donde dio vida a Tang Shanhai, un espía nacionalista encubierto en la Oficina de Seguridad Pública, hasta el final de la serie en octubre del mismo año.
El 13 de octubre del mismo año se unió a la primera temporada de la serie Medical Examiner Dr. Qin donde interpretó a Qin Ming, un excéntrico médico forense que tiene una forma poco usual de hacer las cosas, hasta el final de la serie el 15 de diciembre del mismo año.
En diciembre del 2017 se unió al elenco principal de la serie Dear My Friends donde dio vida a He An'ning, un popular caricaturista y el novio de Gu Jiayi (Jiang Yan), hasta el final de la serie en enero del 2018.
En 2018 se unió al elenco de la serie The Evolution of Our Love donde interpretó a Lu Fei, un hombre relajado, gentil y amable que ama cocinar y limpiar, que es popular entre las mujeres pero cuya vida amorosa   es como un lienzo en blanco.
El 22 de octubre del 2019 se unió al elenco principal de la serie Awakening of Insects (también conocida como "Sparrow 2") donde dio vida a Chen Shan, un civil que se es forzado a convertirse en un espía para los japoneses debido a su parecido con un agente de la Oficina de Investigaciones y Estadísticas, hasta el final de la serie el 17 de noviembre del mismo año. La serie es la secuela de la primera temporada titulada "Sparrow".
El 26 de noviembre del mismo año se unió al elenco principal de la serie Joy of Life donde interpretó a Fan Xian, el sexto Príncipe del Reino de Tiansheng, el Príncipe de Chu, un hombre astuto, ambicioso y calculador que tiene sus ojos puestos en el trono después de que sus seres queridos fueran inculpados, encerrados y masacrados por los oponentes políticos, hasta el final de la serie en enero del 2020.
En el 2021 se unirá al elenco principal de la serie The Fated General donde dará vida a Huo Qubing, un distinguido general militar de la dinastía Han del Oeste durante el reinado del emperador Wu de Han.
Ese mismo año se unirá al elenco principal de la serie Sword Snow Stride donde interpretará a Xu Fengnian.

## Filmografía

### Series de televisión
| Año             | Título                           | Personaje               | Notas                |
| --------------- | -------------------------------- | ----------------------- | -------------------- |
| 2021 - presente | Ordinary Greatness               | -                       |                      |
| 2021 - presente | Joy of Life: Season 2            | Fan Xian                |                      |
| 2021 - presente | Sword Snow Stride                | Xu Fengnian             |                      |
| 2021 - presente | Perfect Evidence                 | Xun Zheng               |                      |
| 2021 - presente | The Fated General                | Huo Qubing              |                      |
| 2021            | My Heroic Husband                | Jiang Haochen           | (aparición especial) |
| 2019 - 2020     | Joy of Life                      | Fan Xian                | 46 episodios         |
| 2019            | Awakening of Insects             | Chen Shan               | 45 episodios         |
| 2018            | The Evolution of Our Love        | Lu Fei                  | 40 episodios         |
| 2017 - 2018     | Dear My Friends                  | He An'ning              | 41 episodios         |
| 2016            | Medical Examiner Dr. Qin         | Qin Ming                | 20 episodios         |
| 2016            | Sparrow                          | Tang Shanhai            | 61 episodios         |
| 2016            | Novoland: The Castle in the Sky  | Feng Tianyi             | 29 episodios         |
| 2016            | Promise of Migratory Birds       | Pei Xiangxuan           | 24 episodios         |
| 2016            | Legend of Nine Tails Fox         | Liu Zigu                |                      |
| 2015            | The Storm                        | Zhao Yulin              | 50 episodios         |
| 2015            | Intouchable                      | Jie                     | 10 episodios         |
| 2015            | Wu Xin: The Monster Killer       | Zhang Xianzong          |                      |
| 2014            | Light and Shadow                 | Luo Tianqiang           |                      |
| 2014            | New Snow Leopard                 | Zhou Weiguo             | 46 episodios         |
| 202             | Love Song                        | Lin Heng                |                      |
| 2013            | The Wind                         | Fang Tianyi             |                      |
| 2013            | Next Life I Will Still Marry You | Fu Nianwen              |                      |
| 2013            | Sharp Sword                      | Yan Songshen            | 36 episodios         |
| 2012            | Blood Rose                       | Zhou Lichan             |                      |
| 2011            | Black Fox                        | Fang Tianyi             | 38 episodios         |
| 2011            | Barber                           | Zhao Jing               |                      |
| 2010            | Snow Leopard                     | Liu Zhihui              |                      |
| 2004            | The Sea's Promise                | Ouyang Zheng (de joven) |                      |

### Películas
| Año  | Título      | Personaje  | Notas                                                      |
| ---- | ----------- | ---------- | ---------------------------------------------------------- |
| 2018 | Nuts        | Huang Jian | junto a Li Xian, Ma Sichun, Li Xiaoyun y Liu Mintao        |
| 2016 | Sky on Fire | Pan Ziwen  | junto a Daniel Wu, Zhang Jingchu, Joseph Chang y Amber Kuo |

### Programas de variedades
| Año               | Programa                                    | Notas                               |
| ----------------- | ------------------------------------------- | ----------------------------------- |
| 2021              | The Adventures of Detective (萌探探探案)    | invitado                            |
| 2021              | Who's the Murderer                          | invitado                            |
| 2020              | Ace vs Ace S5                               | invitado                            |
| 2019, 2020        | Who's the Murderer S5                       | 4 episodios - (ep. #0-2) - invitado |
| 2015 - 2017, 2019 | Happy Camp                                  | 7 episodios - invitado              |
| 2019              | 中国梦·劳动美”——五一“心连心”特别节目        |                                     |
| 2019              | National Treasure Season 2 (国家宝藏第二季) | (ep. #5) - invitado                 |
| 2018              | Who's the Murderer S4                       | (ep. #0-2, 5, 11-13) - invitado     |
| 2018              | Who's the Keyman?                           | (ep. #1-2, 11-13)                   |
| 2018              | The Sound                                   | invitado                            |
| 2017              | Who's the Murderer S3                       | (ep. #0-2) - invitado               |
| 2017              | Divas Hit the Road S3                       | 12 episodios - miembro              |
| 2016              | Run For Time: Season 2                      | invitado                            |
| 2016              | Who's the Murderer                          | (ep. #5,) - invitado                |

### Revistas / sesiones fotográficas
| Año  | Título                                  | Notas                                   |
| ---- | --------------------------------------- | --------------------------------------- |
| 2020 | GQ China                                |                                         |
| 2020 | Condé Nast Traveler China               | (publicación de marzo)                  |
| 2020 | Vogue China                             | (publicación de febrero)                |
| 2020 | Bobosnap                                |                                         |
| 2020 | SoFigaro Magazine                       | (publicación #2310)                     |
| 2019 | Bazaar Film                             | junto a Guo Qilin                       |
| 2019 | Grazia China’s Qixi Special             | (publicación #418) - junto a Tang Yixin |
| 2019 | Elle China x Loewe: "The 001 Beginning" | corto - junto a Tang Yixin              |
| 2017 | CHIC (小资)                             |                                         |
| -    | Grazia                                  |                                         |

### Endorsos
| Año    | Título                 | Notas     |
| ------ | ---------------------- | --------- |
| 2020-  | Albion Skincare        | Portavoz  |
| 2020 - | IWC Luxury Watches     | Embajador |
| 2020 - | Infiniti Cars          | Portavoz  |
| 2020 - | AskTao the Mobile Game | Portavoz  |

### Eventos
| Año  | Título                                                  | Notas       |
| ---- | ------------------------------------------------------- | ----------- |
| 2020 | CCTV Spring Festival Gala 2020                          |             |
| 2020 | Liaoning TV Chinese New Year Gala                       |             |
| 2020 | 2019 China Literature Super IP Gala                     | en Shanghái |
| 2019 | 2019 Tencent Video All Star Awards                      |             |
| 2019 | The 4th Golden Bud Network Film and Television Festival |             |
| 2019 | 2019 Sohu Fashion Awards: Salute To Stars               |             |
| 2019 | Joy of Life Fanmeet                                     | en Beijing  |
| 2019 | Sina Weibo's - Most Beautiful Performance               |             |

## Discografía
| Año  | Canción                              | Álbum                               | Notas |
| ---- | ------------------------------------ | ----------------------------------- | ----- |
| 2018 | All Right                            | OST de "The Evolution of Our Love"  |       |
| 2016 | Eternal (不滅)                       | OST de "Medical Examiner Dr. Qin"   |       |
| 2016 | Stray (迷途)                         | OST de "Sparrow"                    |       |
| 2016 | The Promise of Lateness (迟到的誓言) | OST de "Promise of Migratory Birds" |       |
| 2015 | The Longest Journe (最长的旅途)      | OST de "Wu Xin: The Monster Killer" |       |
| 2013 | Waking Up (醒来)                     | OST de "Love Song"                  |       |
| 2011 | A Strong Person (坚强的人)           | OST de "Black Fox"                  |       |

### Otros
| Año  | Canción | Álbum                                                             | Notas                 |
| ---- | ------- | ----------------------------------------------------------------- | --------------------- |
| 2019 |         | Interpretación durante el "Beijing TV New Year Countdown Concert" | junto a Guan Xiaotong |

## Premios y nominaciones
| Año  | Categoría                                | Premio                             | Trabajo          | Resultado |
| ---- | ---------------------------------------- | ---------------------------------- | ---------------- | --------- |
| 2017 | Most Talked About Actor                  | 14th Esquire Man At His Best Award | -                | Ganó      |
| 2016 | Popular Actor Award                      | 8th China TV Drama Award           | Sparrow          | Ganó      |
| 2016 | Influential Television Actor of the Year | Tencent Video Star Award           | -                | Ganó      |
| 2014 | Excellent Actor Award                    | 6th China TV Drama Award           | New Snow Leopard | Ganó      |
| 2012 | Best Newcomer (TV)                       | 2nd LeTV Entertainment Award       | -                | Ganó      |